# Бобылёв, Алексей Васильевич
Алексе́й Васи́льевич Бобылёв (11 (24) декабря 1907, Москва, Московская губерния, Российская империя — 29 октября 2002, Москва, Россия) — советский и российский учёный-металловед, доктор технических наук.

## Биография
Родился 11 (24) декабря 1907 года в Москве, в 1929 году поступил и в 1934 году окончил Московский институт цветных металлов и золота (ныне Московский институт стали и сплавов). Занимался разработкой ряда специальных сплавов с заданными свойствами (пружинных, стойких к коррозии, растрескиванию и др.). Некоторые из сплавов созданы на основе цветных металлов: кремнистая латунь (применяется для изготовления для артиллерийских гильз), сплав на основе молибдена (необходим для зеркал мощных лазеров), медный сплав (и технология получения прокаткой крайне тонкой фольги из него) применялся для магнитных головок магнитофонов, предложил вместо легкоплавкого оловянного баббита применять стальные вкладыши с заливкой свинцовой бронзой (увеличивают ресурс работы авиационных моторов).
Умер 29 октября 2002 года в Москве (Россия).
Некоторые работы:
- Коррозионное растрескивание латуни. М., 1955;
- Механические и технологические свойства металлов. 2-е изд. М., 1980;
- Растрескивание медных сплавов (причины, устранение, контроль). М., 1993.